# Pudivere (Väike-Maarja)
Pudivere  est un village de la Commune de Väike-Maarja du Comté de Viru-Ouest en Estonie. Au 1er janvier 2012, le village compte 41 habitants.
Eduard Vilde est né à Pudivere. 